# Ottawa Bluesfest
Le Ottawa Bluesfest est un festival de musique extérieur qui se tient chaque année au mois de juillet au centre-ville d'Ottawa, en Ontario (Canada).
Fondé en 1994, l'évènement est d'abord consacré au blues, puis sa programmation se diversifie progressivement pour inclure des genres comme la pop, le hip-hop, le reggae, le rock et la musique électronique.

## Histoire
Le festival est fondé en 1994 par Mark Monahan, et se tient pour la première fois au parc Major's Hill. Il est ensuite organisé successivement au parc de la Confédération, sur les plaines LeBreton, au Festival Plaza, puis retourne sur les plaines LeBreton. Axée à ses début sur la musique blues, la programmation s'élargit au cours des années 2000 dans le but d'attirer une clientèle plus jeune, en intégrant des artistes issus du rock, du hip-hop et de la musique électronique.